# Lyesse Laloui
Pour les articles homonymes, voir Laloui.
 (octobre 2024).
Lyesse Laloui, (né en 1963) est un ingénieur suisse et professeur à l'EPFL (École polytechnique fédérale de Lausanne). Il est professeur titulaire de la chaire de mécanique des sols, géo-ingénierie et stockage du CO2 à l'École d'architecture, de génie civil et environnemental de l'EPFL et directeur du Laboratoire de mécanique des sols.
Laloui est actif dans les domaines de la géomécanique, du développement durable et de la géoénergie. Ses travaux explorent le comportement multiphysique des géostructures énergétiques, la stabilisation durable des sols, le comportement des schistes, l'élimination des déchets radioactifs et le captage et le stockage du dioxyde de carbone. Ses efforts ont conduit à la publication de 13 livres, de plus de 370 publications dans des revues et de quatre brevets.
Reconnu comme l'un des scientifiques les plus réputés au monde dans le domaine de l'ingénierie et de la technologie, Laloui est l'actuel vice-président pour l'Europe de l'ISSMGE, la Société internationale pour la mécanique des sols et l'ingénierie géotechnique. Membre de plein droit de l'Académie suisse des sciences techniques, directeur de l'ACUUS, des Centres de recherche associés pour l'espace souterrain urbain et récent titulaire de deux doctorats honoris causa en ingénierie de l'Université Heriot-Watt et de l'Université Technique de Cluj-Napoca, il est également partenaire fondateur du Centre commun international de recherche en géotechnique énergétique en Chine et a cofondé plusieurs start-ups dont Geoeg, Medusoil, Nesol et Enerdrape. Depuis 2017 Lyesse Laloui est ambassadeur du Lausanne Montreux Congress (LMC) qui rassemble les experts de la région économique de Lausanne et Montreux. En 2024, il a été élu à l'Academia Europaea.

## Biographie
En 1987, Laloui obtient un master en Génie civil à l’École nationale supérieure des Travaux publics d'Alger et il déménage en France où il poursuit ensuite ses études à l'École centrale de Paris avec un master en mécanique des sols et des structures (1989), suivi par un doctorat. En 1993, il termine sa thèse, intitulée Modélisation du comportement thermo–hydro–mécanique des milieux poreux anélastiques, avec une mention très honorable et félicitations du jury.
Après un post-doctorat à la même grande école, il rejoint l'EPFL en 1994, où il devient professeur titulaire en génie civil, en 2006, et directeur du Laboratoire de mécanique des sols (EPFL), en 2008. Durant les années 1999 à 2001, il est président de l'assemblée de l'EPFL et membre du Conseil de l'École polytechnique fédérale de Zurich (ETHZ). En 2012, il est nommé directeur de la section génie civil de l'EPFL et, en 2014, il devient membre de la direction de l'École d'architecture, de génie civil et d'environnement (ENAC) de l'EPFL.
En 2014, il crée le journal Geomechanics for Energy and the Environment dont il est rédacteur en chef. Il fonde la chaire Gaz naturel Petrosvibri, consacrée à la séquestration souterraine du CO2 et est également partenaire-fondateur de l'International Joint Research Center for Energy Geotechnics en Chine. En 2021, il est nommé vice-président européen de la Société internationale de Mécanique des sols et de Géotechnique (ISSMGE). Entre 2007 et 2020, il est professeur auxiliaire à la Edmund T. Pratt Jr. School of Engineering (en) de l'Université Duke (Durham, Caroline du Nord, États-Unis), et entre 2016 et 2019, il est professeur conseiller à Hohai University (Chine). Laloui agit en tant que Chairman de conseil consultatif pour la XVIII European Conference on Soil Mechanics and Geotechnical Engineering qui se tient en 2024 à Lisbonne, au Portugal.

## Prix et distinctions
- John Mitchell Lecturer, Deep Foundations Institute, European Federation of Foundation Contractors, 2025[25]
- Kimberly-Clark Distinguished Lectureship Award, Interpore, 2026[26]
- 31st Prague Geotechnical Lecture, 2025[27]

- Doctorat honoris causa en ingénierie, de l'Université technique de Cluj-Napoca, 2022[28]
- Doctorat honoris causa en ingénierie de l'Université Heriot-Watt, 2022[29]
- ERC Advanced Grant, BIO-mediated GEO-material Strengthening (BIOGEOS), 2018[30].
- ERC Proof of Concept Grant, Construction & Environmental Biocementation in Real World Applications (CEBREWA), 2020[31]
- 30e Prix Roberval en 2018 pour son livre Mécanique des sols et Roches  (ISBN 978-2-88074-961-3), 2018[32]
- 2016 RM Quigley Award de la Société canadienne de géotechnique (SCG) pour le meilleur article publié dans la Revue canadienne de géotechnique en 2015[33]
- « Excellent Contributions Award 2008 » de l'IACMAG (International Association for Computer Methods and Advances in Geomechanics)[34]

### Distinctions
- 2024 Széchy Lecture[35]
- 2022 Eshbach Lecture [36]
- « Vienna Terzaghi Lecture » donnée pendant la 13e conférence autrichienne de géotechnique (eng. Austrian Geotechnical Conference)[37].
- « Kersten Lecture » à l'American Society of Civil Engineering (ASCE) lors du Geo-congrès 2020 à Minneapolis[38]
- « 12e conférence GA Leonards» de l'Université Purdue en 2014[39]
- « Conférence Vardoulakis 2012 » du département de génie civil de l'Université du Minnesota[40]

## Publications
- L. Laloui et A. Rotta Loria, Analysis And Design Of Energy Geostructures: 1st Edition: Theoretical Essentials And Practical Application, Academic Press, 2020 (ISBN 978-0-128-20623-2)
- L. Laloui et A. Ferrari, Energy Geotechnics, Springer International Publishing, 2018 (ISBN 978-3-319-99669-1)
- L. Laloui et A. Ferrari, Advances In Laboratory Testing And Modelling Of Soils And Shales (ATMSS), Springer International Publishing, 2017 (ISBN 978-3-319-52772-7)
- L. Laloui, L. Vulliet et J. Zhao, Mécanique des sols et des roches, Presses polytechniques et universitaires romandes, 2016 (ISBN 978-2-88074-961-3)
- L. Laloui et A. Di Donna ; G. Kong, 能源地下结构 Energy Geostructures, China Architecture and Building Press,‎ 2016 (ISBN 978-7-112-19661-6)
- L. Laloui et A. Di Donna, Géostructures Énergétiques, Hermes science Publications, 2015 (ISBN 978-2-7462-4577-8)
- L. Laloui et A. Di Donna, Energy Geostructures: Innovation In Underground Engineering, Wiley-ISTE, 2014 (ISBN 9781848215726)

### Interviews
- Lyesse Laloui, Entretien radiophonique par Didier Bonvin, Invité fil rouge: Lyesse Laloui, directeur du Laboratoire de Mécanique des sols à l'EPFL, Radio télévision suisse, 22 juillet 2024 (consulté le 4 décembre 2024).
- Laloui Lyesse, interview en ligne par Anne Baecher, Un livre veut favoriser le développement des géostructures énergétiques, CQFD, Radio télévision suisse, 8 octobre 2017 (consulté le 1er mars 2021).
- Lyesse Laloui, vidéo en ligne par Romaine Morard, L'invité d'actualité - Lyesse Laloui, Radio télévision suisse, 28 août 2017 (consulté le 1er mars 2021).